# Медведица (приток Волги)

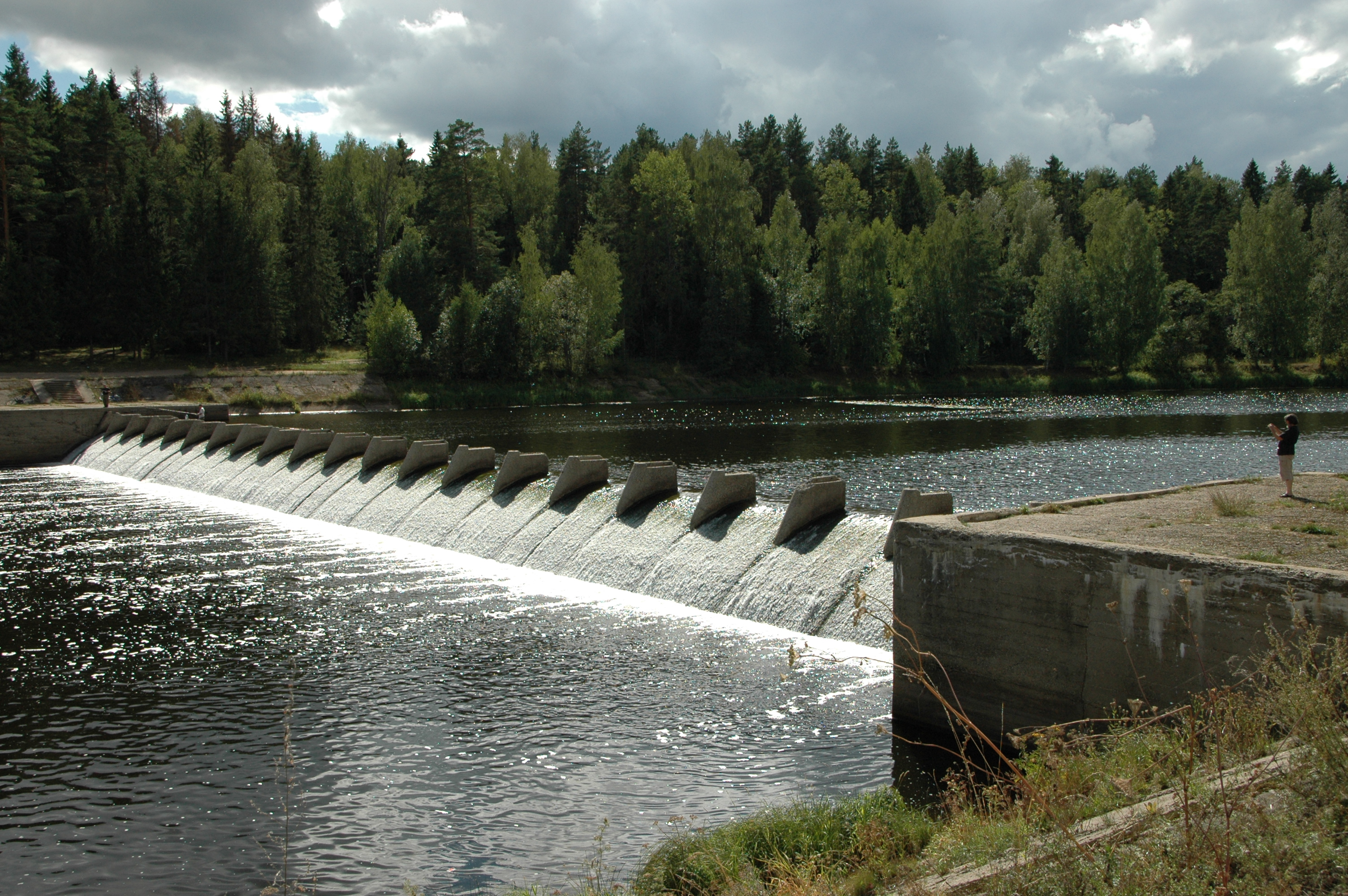
Плотина на р. Медведица, 57.231237, 37.216309, фото 2012 года.

Медве́дица — река в Тверской области (Спировский, Лихославльский, Рамешковский, Кашинский, Кимрский районы), левый приток Волги, впадающий в Угличское водохранилище.
Длина — 259 км (ранее была длиннее, 13 км затоплено Угличским водохранилищем). Площадь бассейна — 5570 км². Средний годовой расход воды 25,8 м³/с. (в районе села Большие Сетки), у устья — 41,6 м³/с.
Река судоходна на 41 км от устья. Высота истока — 220 м над уровнем моря. Высота устья — 113 м над уровнем моря.
Вскрывается в первой половине апреля, ледоход 3—6 дней, весеннее половодье 15—20 дней, ледостав в середине ноября.

## Течение

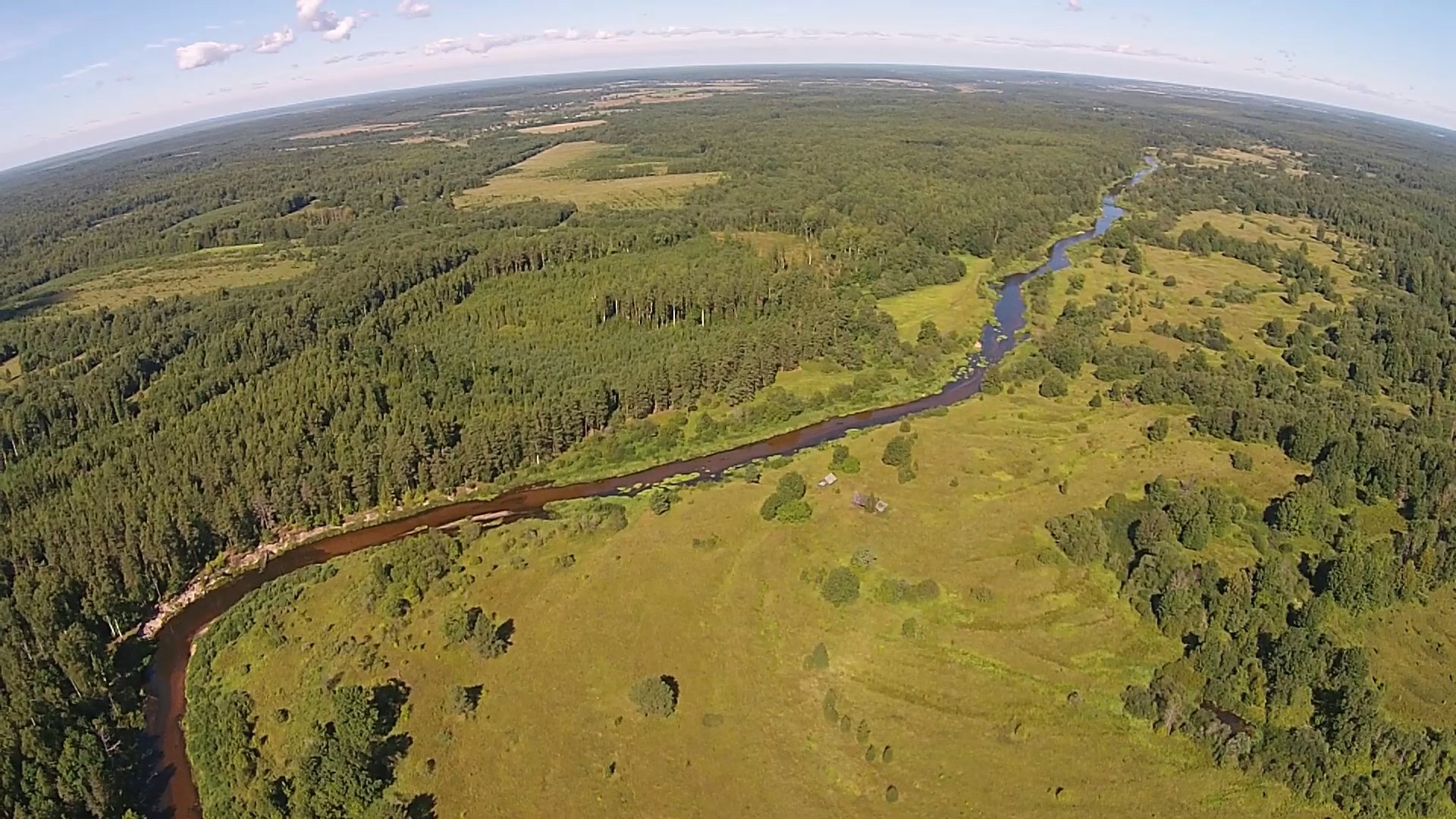
Река Медведица с высоты птичьего полета

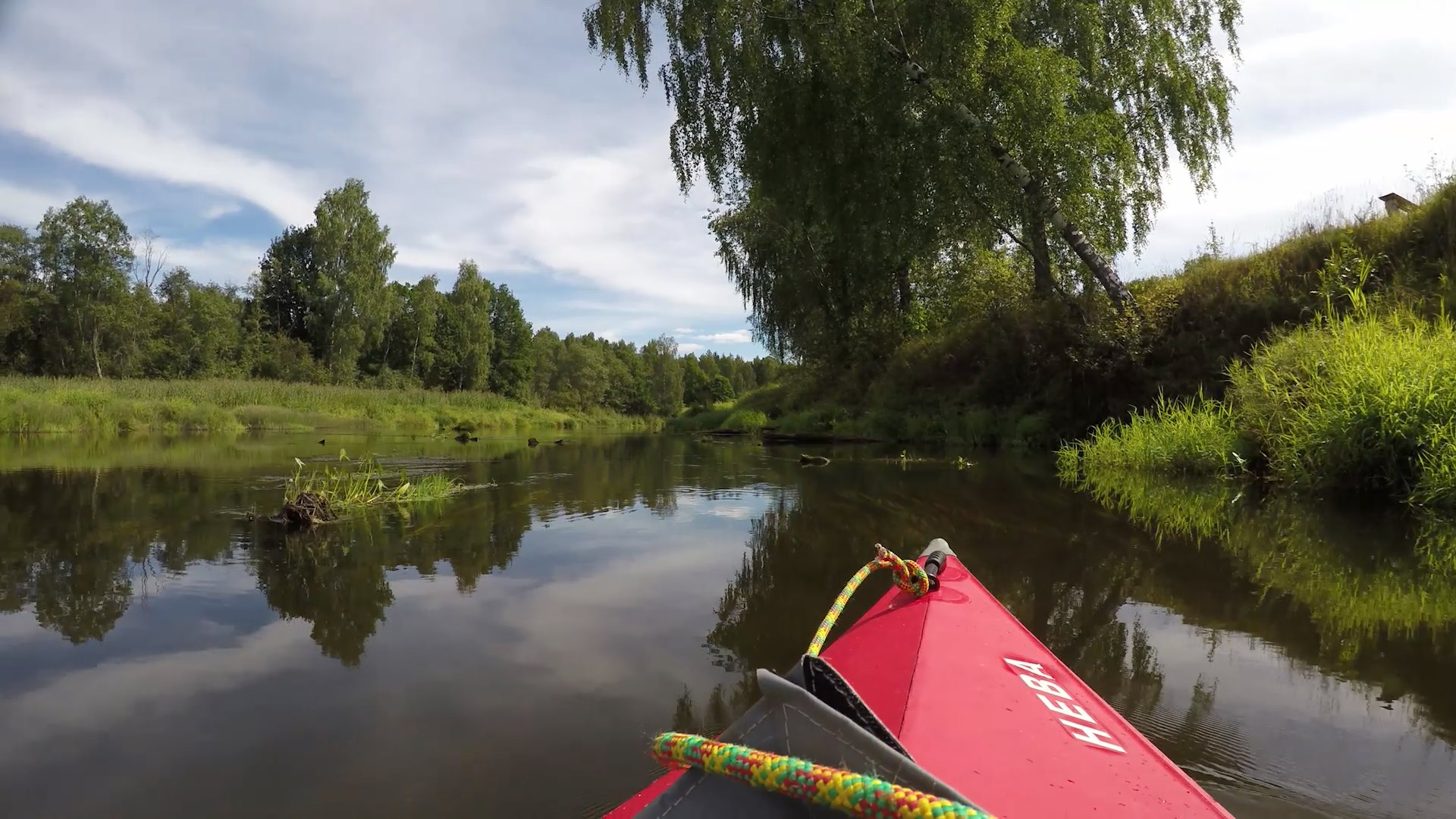
Река Медведица (вид из байдарки)

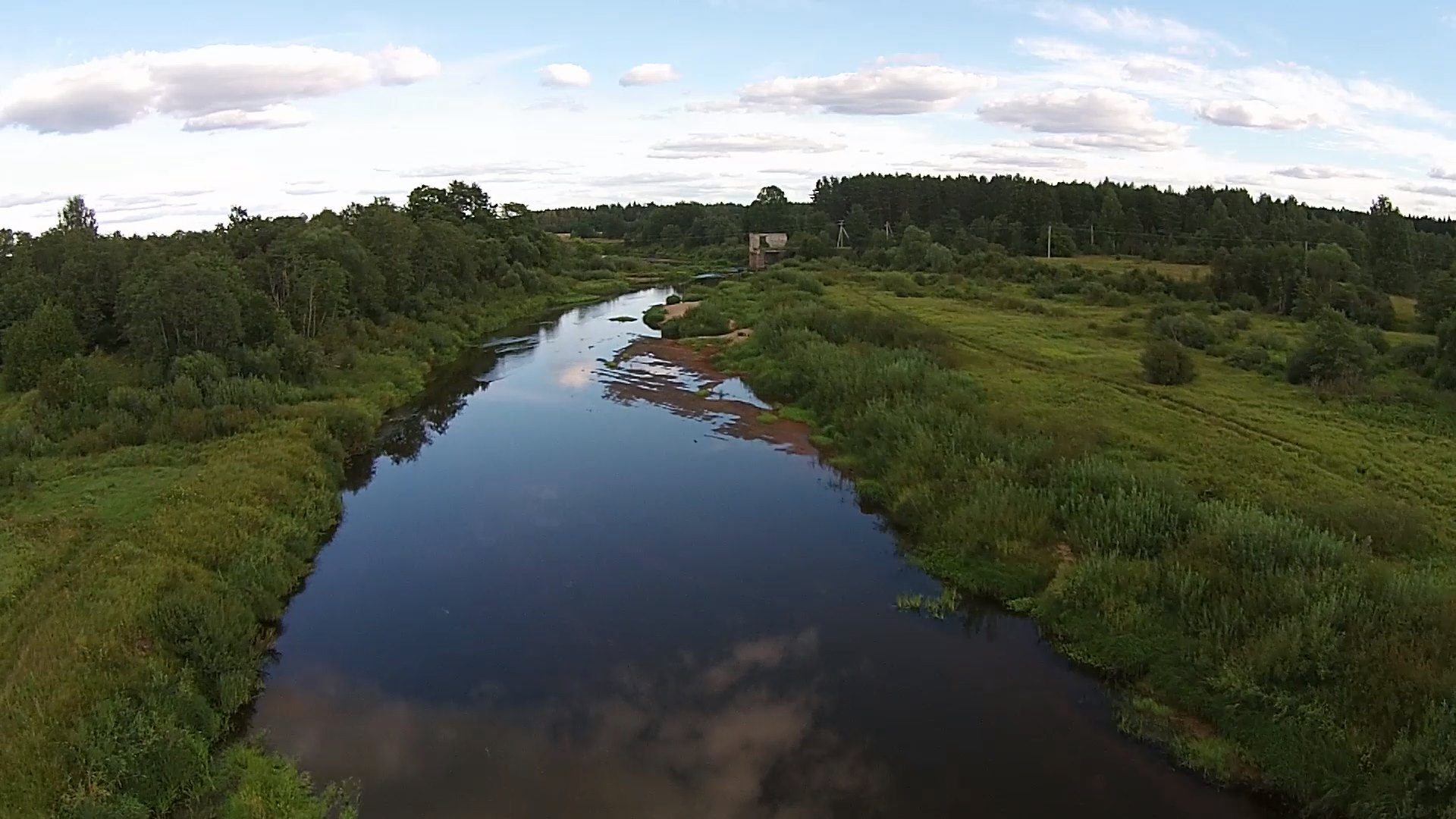
Река Медведица летом

Река берёт начало в 1,5 км к юго-западу деревни Горма Спировского района на высоте около 220 м.
В верховьях долина заросла лесами, сильно заболочена, русло извилистое (ширина 10—15 м, глубина 0,5—2 м). В среднем течении в долине две террасы: надпойменная (ширина 4—5 км) и пойма (ширина до 100 м). Много стариц, русло заполнено мелями, косами, островками, глубины на перекатах до 0,5 м.
В районе села Верхняя Троица на реке находится бетонная плотина с перепадом уровня в 3 метра. Сооружена в 1980-е гг. для гарантированного водоснабжения санатория «Тетьково». Не имеет затворов и судо- и рыбопропускных сооружений. Отрезает волжскую рыбу от мест нереста в верховьях и притоках Медведицы.
В нижнем течении от села Семеновского до устья долина Медведицы затоплена водами Угличского водохранилища, ширина в зоне затопления до 1100 м (у дер. Новые Миглощи), глубина 5—11 м. Впадает в Угличское водохранилище на Волге на участке между Белым Городком и Скнятино.
На реке расположены сёла и деревни: Стан, Никольское, Замытье, Медведиха, Верхняя Троица, Нижняя Троица, Студёное Поле, Семёновское, Судниково, Лужки, Ченцы, Апарниково, Романово, Назарово, Высоково, Слободка, Акатово, Шушпаново, Миглощи и другие.
До начала 2000-х годов река была судоходна на 41 км от устья, до деревни Семёновское ходили пассажирские суда, в том числе СПК  «Полесье-103»[уточнить]. С 2004 года судоходство по реке прекращено, обстановка (бакены, обозначающие судовой ход) не выставляется.

## Притоки
(указано расстояние от устья)
- 0 км (1,6 км от русла Волги): река Малая Пудица[10] (пр)
- 0 км (11 км от русла Волги): река Большая Пудица[10] (пр)
- 0,5 км (11,5 км от русла Волги): река Червонка[7] (она же руч. Боровик) (лв)
- 16 км: ручей Чёрный (лв)
- 22 км: река Яхрома (лв)
- 35 км: река Рудомошь (пр)
- 44 км: река Мурмышка (лв)
- 46 км: ручей Смородинка (пр)
- 53 км: река Сучек (пр)
- 54 км: река Черновка (лв)
- 72 км: река Дрезна (лв)
- 96 км: река Крапивка (пр)
- 107 км: река Ивица (лв)
- 120 км: река Кушалка (пр)
- 142 км: река Каменка (лв)
- 148 км: река Сельница
- 161 км: река Тресна (пр)
- 185 км: ручей Алешинка (пр)
- 217 км: река Сусешня (пр)
- 220 км: река Малая Медведица

## Данные водного реестра
В государственном водном реестре России относится к Верхневолжскому бассейновому округу, водохозяйственный участок реки — Волга от Иваньковского гидроузла до Угличского гидроузла (Угличское водохранилище), речной подбассейн реки — бассейны притоков (Верхней) Волги до Рыбинского водохранилища. Речной бассейн реки — (Верхняя) Волга до Куйбышевского водохранилища (без бассейна Оки).
Код объекта в государственном водном реестре — 08010100812110000003646.

## В кино
2002 год — в окрестностях дер. Чупеево, в 7 км от устья, снимался фильм «Пастух своих коров» (реж. Александр Гордон).

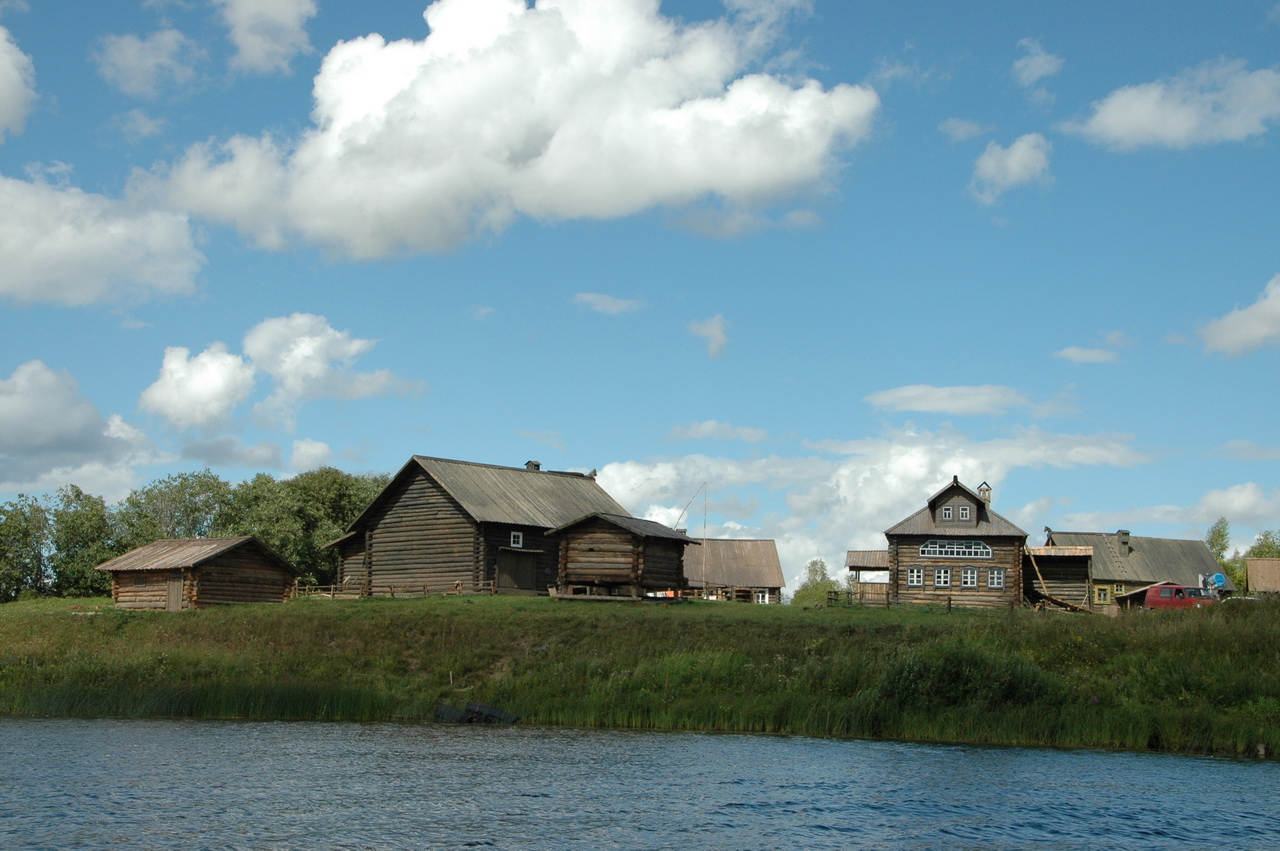
Бутафорская деревня "Пекашино", вид с воды р. Медведица, 2012 год

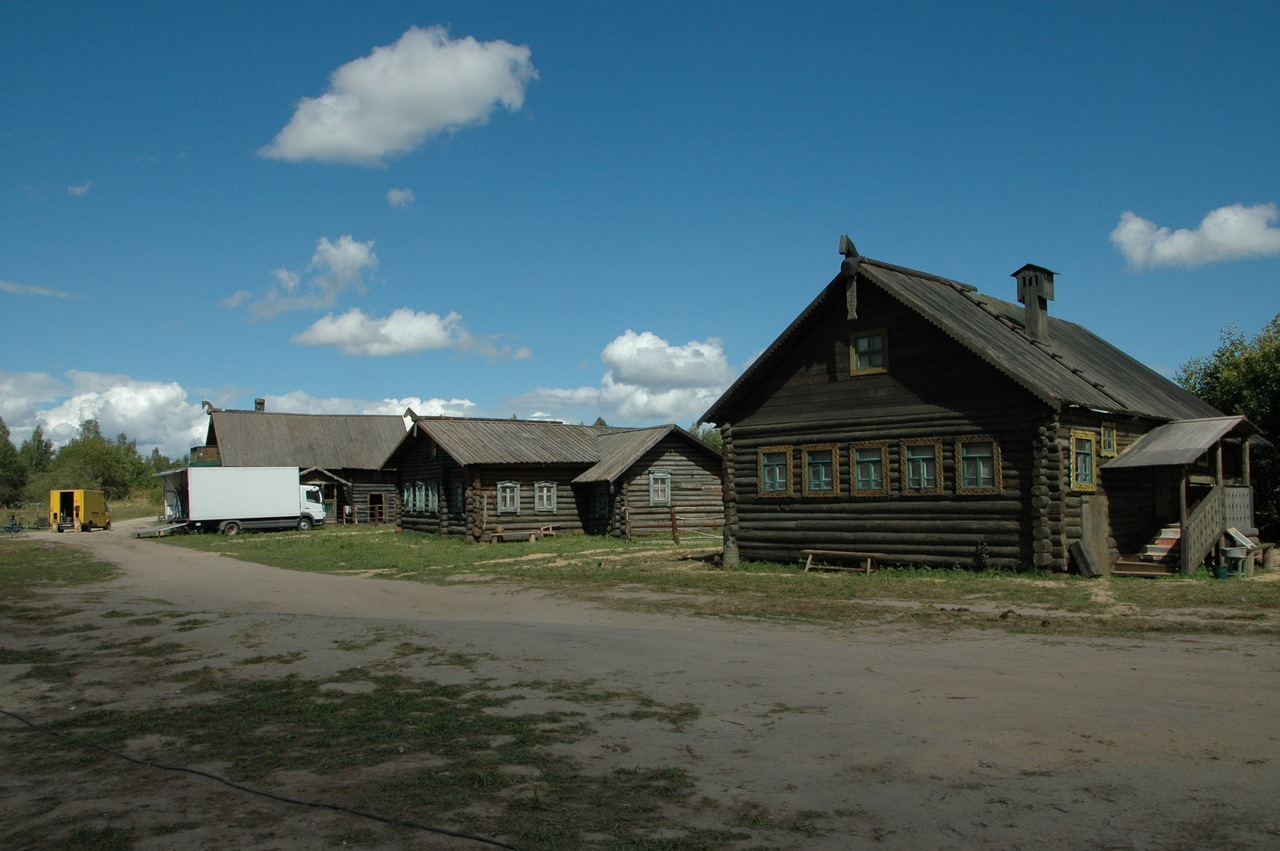
Бутафорская деревня "Пекашино" во время съёмок, 2012 год

2012 год — снимался сериал «Две зимы и три лета» (реж. Теймураз Эсадзе), для которого была выстроена бутафорская деревня Пекашино в окрестностях дер. Судниково, в 33 км от устья. По состоянию на лето 2020 года постройки хорошо сохранились. В 2023 году бутафорскую деревню разбирают на дрова.